# Amazmaz
Amazmaz est un relief isolé situé dans la partie occidentale du plateau de l'Adrar, en Mauritanie, à 300 km au nord-est de la capitale Nouakchott.

## Relief
Le sommet d'Amazmaz est à 337 m d'altitude et domine de 113 m les terres environnantes, avec quelques pentes abruptes.

## Gueltas
Au pied du relief se trouvent les gueltas d’Amazmaz, un chapelet de petits étangs, cachés parmi les rochers et entourés de joncs, utilisés comme point d'eau depuis des milliers d'années par les populations locales.

## Art rupestre
Des peintures rupestres ornent les parois rocheuses qui bordent les étangs.

## Galerie

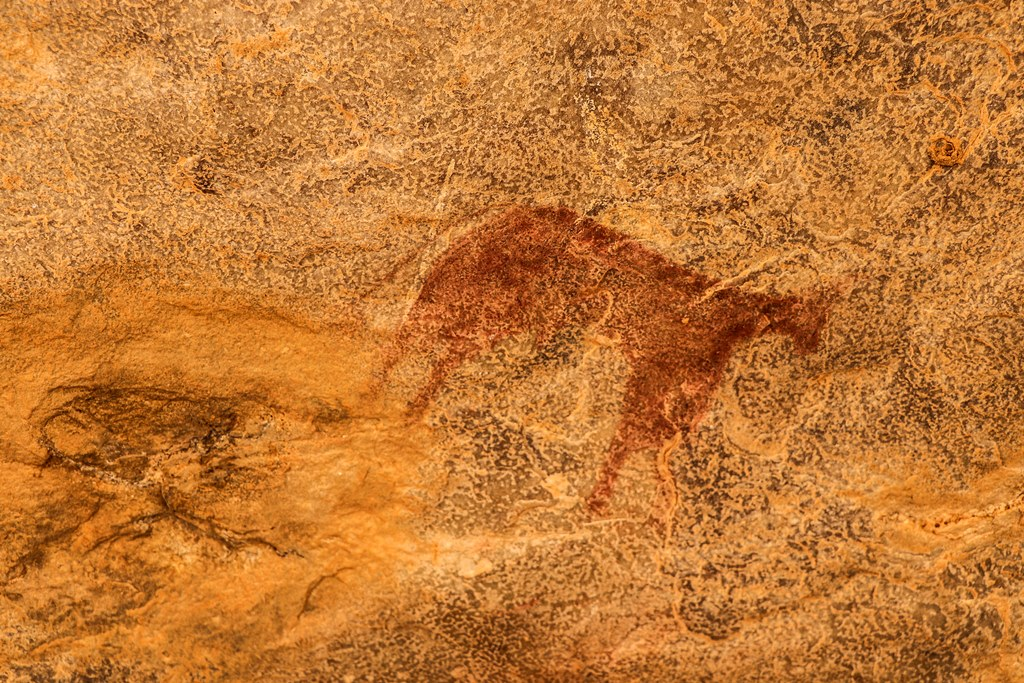
Peinture rupestre d'un bovidé
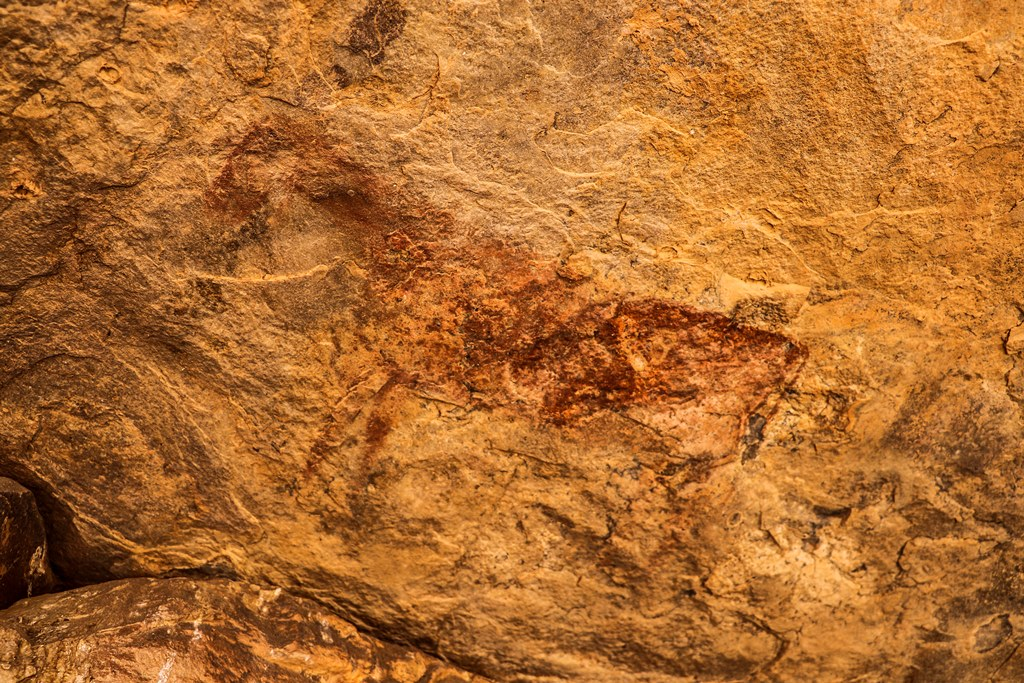
Peinture rupestre d'un bovidé
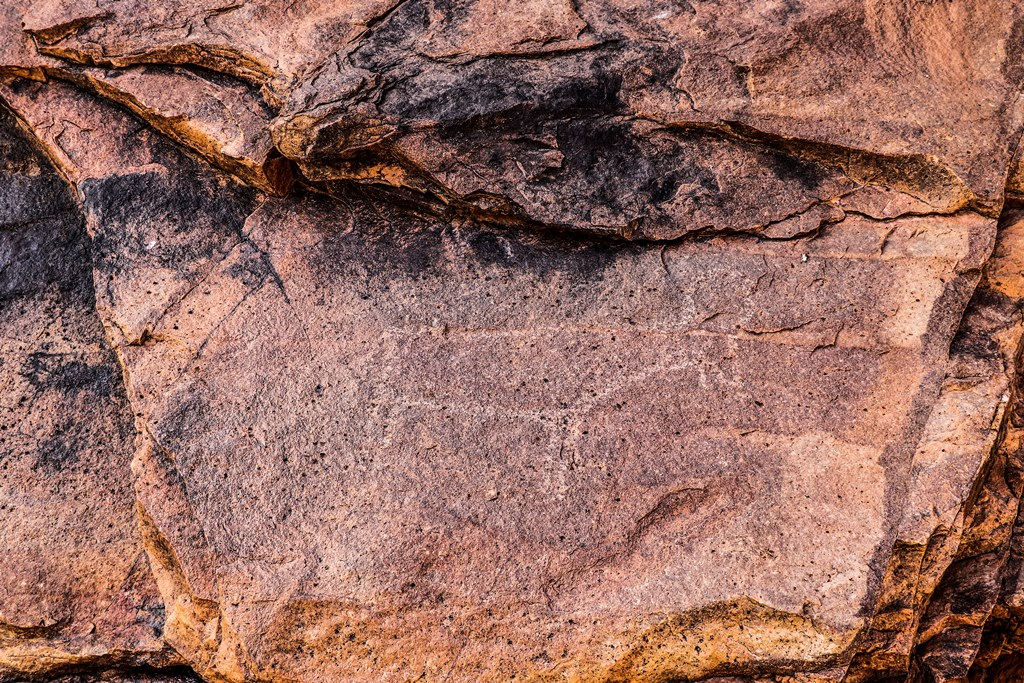
Gravure rupestre d'un bovidé